# Colla lilacina
Colla lilacina is een vlinder uit de familie van de echte spinners (Bombycidae). De wetenschappelijke naam van de soort is voor het eerst geldig gepubliceerd in 1916 door Paul Dognin.